# Onthophagini
Onthophagini — триба пластинчастовусих жуків, що належить до підродини Scarabaeinae. Для видів триби Onthophagini характерний статевий диморфізм.

## Роди
- Alloscelus
- Amietina
- Anoctus
- Caccobius Thompson, 1859
- Cambefortius
- Cassolus
- Cleptocaccobius
- Cyobius
- Diastellopalpus
- Digitonthophagus
- Disphysema
- Dorbignyolus
- Euonthophagus Balthasar, 1959
- Eusaproecius
- Heteroclitopus
- Hyalonthophagus
- Krikkenius
- Megaponerophilus
- Milichus
- Mimonthophagus
- Neosaproecius
- Onthophagus Latreille, 1802
- Phalops
- Pinacopodius
- Pinacotarsus
- Proagoderus
- Pseudosaproecius
- Stiptocnemis
- Stiptopodius
- Stiptotarsus
- Strandius
- Sukelus
- Tomogonus
- Walterantus

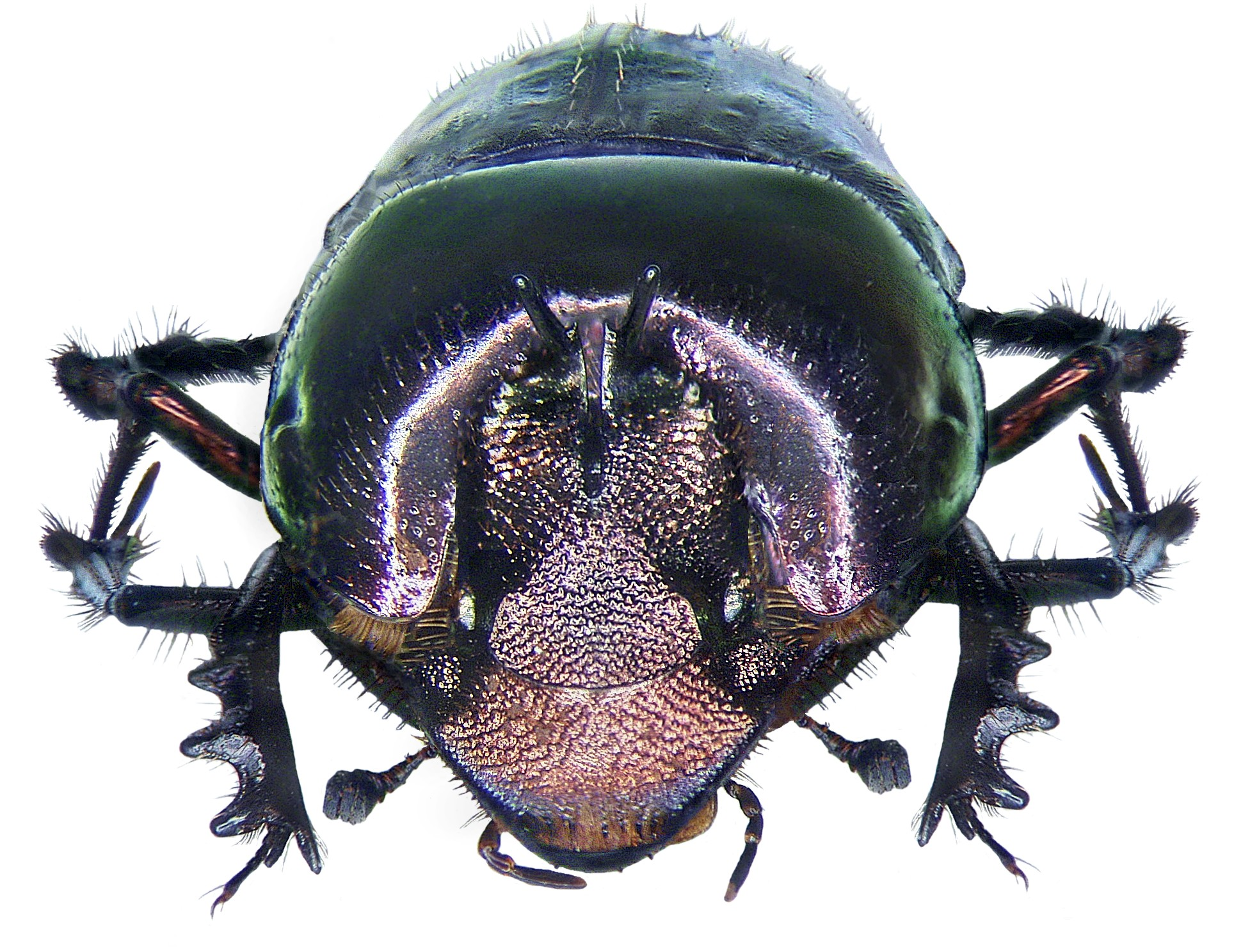
Phalops aurifrons

## Ресурси Інтернету
- Scarabaeinae Research Network - resources on taxonomy, ecology and conservation of Scarabaeinae [Архівовано 22 січня 2019 у Wayback Machine.]
- photos of species from each tribe [Архівовано 10 лютого 2017 у Wayback Machine.]
- African Dung Beetles Online

| Ентомологія | Це незавершена стаття з ентомології. Ви можете допомогти проєкту, виправивши або дописавши її. |